# Cantonul Wintzenheim
Cantonul Wintzenheim este un canton din arondismentul Colmar-Ribeauvillé, departamentul Haut-Rhin, regiunea Alsacia, Franța.

## Comune
- Eguisheim
- Herrlisheim-près-Colmar
- Husseren-les-Châteaux
- Obermorschwihr
- Turckheim
- Vœgtlinshoffen
- Walbach
- Wettolsheim
- Wintzenheim (reședință)
- Zimmerbach